# Šepet metulja
Šepet metulja je slovenski mladinski celovečerni film iz leta 2023. Gre za drugi celovečerec režiserja Alena Pavšarja, gre za film o vztrajanju, o sanjah in o premagovanju ovir. Glavni junak, 17-letni Jan, sicer avtist, se pridruži razredu, ki tekmuje v razvoju programske opreme sodobnega prezračevalnega sistema, v sodelovanju z mednarodnim podjetjem.

## Vsebina
Sedemnajstletni navdušenec nad programiranjem, avtist Jan, se pridruži razredu v srednji šoli, ki tekmuje za štipendijo pri mednarodnem podjetju. To se ukvarja z razvijanjem programske opreme sodobnih prezračevalnih sistemov, delujočih na osnovi umetne inteligence. V razredu spozna simpatično dekle Taro kot tudi fanta Nicka ter neizprosnega profesorja Frenka, ki nasprotuje prilagajanju učencem s potrebami kot jih ima Jan. V želji, da bi dokazal da zmore, ob podpori svetovalne delavke Zarje postane del ekipe direktorja uspešnega podjetja Airfree, kjer razvijajo sodobno prezračevalno napravo. Na zahtevni poti do cilja se srečuje s številnimi izzivi, z vzponi in padci.

## Zasedba
| Igralec        | Vloga                                        |
| -------------- | -------------------------------------------- |
| Ali Ogrizek    | Jan, avtist in mladi programer               |
| Lara Kolar     | Tara, mlada programerka                      |
| Elyes Samba    | Nick, Tarin bivši fant in Janov prijatelj    |
| Ana Praznik    | Zarja, svetovalna delavka                    |
| Mitja Ritlop   | Frenk, profesor programiranja                |
| Branko Završan | direktor podjetja Airfree                    |
| Urška Majcen   | Marijana, Janova mama                        |
| Tarek Rashid   | Samo, Janov oče                              |
| Jože Doberšek  | Dejan, vodja razvoja v podjetju Airfree      |
| Iztok Gartner  | Dawid, podjetnik in poslovni partner Airfree |
| Ranko Babić    | šofer avtobusa                               |
| Mark Gaberšek  | Urh, Tarin partner pri pouku                 |